# Panhard & Levassor Type X56
Der Panhard & Levassor Type X56 ist ein Pkw-Modell der Zwischenkriegszeit. Hersteller war Panhard & Levassor in Frankreich.

## Beschreibung
Die Fahrzeuge haben einen ventillosen Schiebermotor nach einer Lizenz von Charles Yale Knight. Im Motorcode „SK4F6“ steht das „K“ für Knight und die „4“ für die Anzahl der Zylinder.
Der Vierzylinder-Reihenmotor hat 110 mm Bohrung, 140 mm Hub und 5322 cm³ Hubraum. Er wurde auch 20 CV Sport genannt.
Der Radstand beträgt 337 cm.
Bekannt sind die Karosseriebauformen Limousine, Landaulet, Coupé und Cabriolet.
Die Produktion lief von Oktober 1927 bis September 1930. In den einzelnen Kalenderjahren wurden 9, 37, 25 und 5 Fahrzeuge hergestellt. In Summe sind das 76 Fahrzeuge, von denen 18 exportiert wurden.
Vorgänger war der Type X49 mit einem etwas kleineren Motor.
Die Baureihe Panhard & Levassor DS folgte.